# Olympische Sommerspiele 2020/Rudern – Vierer ohne Steuermann
Der Vierer ohne Steuermann der Männer bei den Olympischen Spielen 2020 in Tokio wurde vom 24. bis 28. Juli 2021 auf dem Sea Forest Waterway ausgetragen.

## Titelträger
| Olympiasieger | Alex Gregory, Constantine Louloudis, George Nash, Mohamed Sbihi          | Rio de Janeiro 2016 |
| Weltmeister   | Mateusz Wilangowski, Mikołaj Burda, Marcin Brzeziński, Michał Szpakowski | Ottensheim 2019     |

## Vorläufe
Samstag, 24. Juli 2021

### Vorlauf 1
| Platz | Bahn | Nation             | Athleten                              | Zeit (min) | Qualifikation |
| ----- | ---- | ------------------ | ------------------------------------- | ---------- | ------------- |
| 1     | 1    | Australien         | Purnell, Turrin, Hargreaves, Hill     | 5:54,27    | Finale A      |
| 2     | 5    | Vereinigte Staaten | Reed, Weiss, Grady, Dean              | 5:57,27    | Finale A      |
| 3     | 3    | Niederlande        | van der Bij, Röell, de Graaf, Ritsema | 6:00,27    | Hoffnungslauf |
| 4     | 2    | Rumänien           | Țigănescu, Semciuc, Berariu, Pascari  | 6:03,51    | Hoffnungslauf |
| 5     | 4    | Südafrika          | Brittain, Schoonbee, Smith, Torrente  | 6:25,34    | Hoffnungslauf |

### Vorlauf 2
| Platz | Bahn | Nation         | Athleten                                   | Zeit (min) | Qualifikation |
| ----- | ---- | -------------- | ------------------------------------------ | ---------- | ------------- |
| 1     | 1    | Großbritannien | Cook, Rossiter, Gibbs, Carnegie            | 5:55,36    | Finale A      |
| 2     | 5    | Italien        | Castaldo, Rosetti, Lodo, Vicino            | 5:57,67    | Finale A      |
| 3     | 3    | Polen          | Wilangowski, Burda, Brzeziński, Szpakowski | 6:03,38    | Hoffnungslauf |
| 4     | 2    | Schweiz        | Jaquot, Kessler, Schürch, Gulich           | 6:04,09    | Hoffnungslauf |
| 5     | 4    | Kanada         | Buczek, Gadsdon, Stone, Crothers           | 6:05,47    | Hoffnungslauf |

## Hoffnungslauf
Sonntag, 25. Juli 2021
| Platz | Bahn | Nation      | Athleten                                   | Zeit (min) | Qualifikation |
| ----- | ---- | ----------- | ------------------------------------------ | ---------- | ------------- |
| 1     | 2    | Rumänien    | Țigănescu, Semciuc, Berariu, Pascari       | 6:09,72    | Finale A      |
| 2     | 3    | Niederlande | van der Bij, Röell, de Graaf, Ritsema      | 6:11,22    | Finale A      |
| 3     | 4    | Polen       | Wilangowski, Burda, Brzeziński, Szpakowski | 6:12,52    | Finale B      |
| 4     | 1    | Kanada      | Buczek, Gadsdon, Stone, Crothers           | 6:15,86    | Finale B      |
| 5     | 5    | Schweiz     | Jaquot, Kessler, Schürch, Gulich           | 6:27,80    | Finale B      |
| 6     | 6    | Südafrika   | Brittain, Schoonbee, Smith, Torrente       | 6:30,34    | Finale B      |

## Finale

### A-Finale
Mittwoch, 28. Juli 2021, 3:10 Uhr MESZ

Anmerkung: zur Ermittlung der Plätze 1 bis 6
| Platz | Bahn | Nation             | Athleten                              | Zeit (min) |
| ----- | ---- | ------------------ | ------------------------------------- | ---------- |
| 1     | 3    | Australien         | Purnell, Turrin, Hargreaves, Hill     | 5:42,76 OR |
| 2     | 1    | Rumänien           | Țigănescu, Semciuc, Berariu, Pascari  | 5:43,13    |
| 3     | 5    | Italien            | Castaldo, Di Costanzo, Lodo, Vicino   | 5:43,60    |
| 4     | 4    | Großbritannien     | Cook, Rossiter, Gibbs, Carnegie       | 5:45,78    |
| 5     | 2    | Vereinigte Staaten | Reed, Weiss, Grady, Dean              | 5:48,85    |
| 6     | 6    | Niederlande        | van der Bij, Röell, de Graaf, Ritsema | 5:50,81    |

### B-Finale
Mittwoch, 28. Juli 2021, 1:40 Uhr MESZ

Anmerkung: zur Ermittlung der Plätze 7 bis 10
| Platz | Bahn | Nation    | Athleten                                   | Zeit (min) |
| ----- | ---- | --------- | ------------------------------------------ | ---------- |
| 7     | 2    | Polen     | Wilangowski, Burda, Brzeziński, Szpakowski | 5:57,17    |
| 8     | 3    | Kanada    | Buczek, Gadsdon, Stone, Crothers           | 5:58,29    |
| 9     | 1    | Schweiz   | Jaquot, Kessler, Schürch, Gulich           | 6:02,32    |
| 10    | 4    | Südafrika | Brittain, Schoonbee, Smith, Torrente       | 6:09,85    |